# Jens Langeneke
Jens Langeneke (ur. 29 marca 1977 w Lippstadt) – niemiecki piłkarz występujący na pozycji obrońcy lub pomocnika.

## Kariera
Langeneke karierę rozpoczynał w 1998 roku w zespole SV Lippstadt 08. W 2000 roku przeszedł do drugoligowego klubu Rot-Weiß Oberhausen. W 2. Bundeslidze zadebiutował 20 sierpnia 2000 roku w wygranym 1:0 pojedynku z MSV Duisburg. 29 września 2002 roku w wygranym 3:1 spotkaniu z SSV Reutlingen strzelił pierwszego gola w 2. Bundeslidze. Przez trzy lata w barwach Oberhausen rozegrał 60 spotkań i zdobył dwie bramki.
W 2003 roku Langeneke odszedł do innego drugoligowego zespołu, VfL Osnabrück. Spędził tam rok, a potem przeniósł się do LR Ahlen, także grającego w 2. Bundeslidze. W ciągu dwóch lat, zagrał tam w 53 meczach. W 2006 roku został graczem Fortuny Düsseldorf, występującej w Regionallidze Nord. W 2009 roku awansował z zespołem do 2. Bundesligi, a w 2012 roku do Bundesligi.